# Conti di Ginevra

Stemma dei conti di Ginevra

I conti di Ginevra furono signori feudali che nel Medioevo e nell'età moderna governarono sul territorio del Genevese (il contado della città di Ginevra, vale a dire il suo territorio rurale) e inizialmente anche sulla città stessa di Ginevra. La città di Ginevra, tuttavia, a partire dal 1124 (in virtù del trattato di Seyssel e di altri trattati successivi), venne governata dal proprio vescovo e poi divenne del tutto indipendente.

## Elenco dei conti di Ginevra
Primi conti di Ginevra 
Secondo il Genève, origine et développement de cette république, alcune fonti antiche citavano come primi conti, tra la seconda metà del secolo VIII e la prima metà del secolo IX:
- Reyner
- Oliviero, che fu con Carlo Magno a Roncisvalle[1].

La Histoire de la Savoie riporta che tra la fine del secolo IX e l'inizio del secolo X, il conte di Ginevra fu:
- Manasse, possibile antenato di Geroldo II[2], di cui esiste un documento del Cartulaire du Chapitre de Notre-Dame de Lausanne di incerta datazione (891 o 915), inerente ad una donazione del conte Manasse (Manasseus comes) alla chiesa in oggetto[3].

- un altro Manasse, viene citato col titolo di conte, assieme al nipote Roberto (Manasæus comes, Rotbertus nepos eius) dal documento n° 144 del Regeste genevois, ou Répertoire chronologique et analytique des documents imprimés relatifs à l'histoire de la ville et du diocèse de Genève avant l'année 1312, datato 1002, come testimone di una donazione del re del regno di Arles, Rodolfo III di Borgogna[4]; questa donazione al monastero di Romainmôtier, da parte di Rodolfo III, con Manasse e Roberto testimoni, viene riportata anche dal documento n° REG 0/0/1/144 degli Archives de l'Abbaye de Saint-Maurice[5].

- Roberto, citato con lo zio, Manasse[4][5], che secondo la Bibliotheca sebusiana, sive variarum chartarum, diplomatum, fundationum, come conte di Ginevra (Roberto genevensi comite), fece una donazione, nel 1019[6].

Lo storico e genealogista, Samuel Guichenon, nel suo Histoire généalogique de la royale maison de Savoie riporta la genealogia delle famiglie illustri; per ciò che concerne i conti di Genevra, menziona la seguente genealogia:
- Ratberto († dopo l'880), che secondo Le Grand dictionnaire historique, Volume 5, aveva sposato Richilde[8];
- Albizio († dopo il 931), figlio del precedente, benefattore del priorato di Nantua, che sposò Odda[8];
- Corrado († circa 963), figlio del precedente[8];
- Roberto († 974), figlio del precedente, che ebbe due figli, Alberto e Corrado[8];
- 974-1001 : Alberto, figlio del precedente che aveva sposato Eldegarda, fondatrice della chiesa di Versoix[8];
- 1001-1004 : Rinaldo, figlio del precedente[8];
- 1004-1016 : Aimone, fratello del precedente, figlio di Alberto[8];
- 1016-1034 : Geroldo I, figlio del precedente, che sposò Berta di Egisheim e che, nel 1034, fu sconfitto da Corrado il Salico, imperatore del Sacro Romano Impero e re di Borgogna[8], fu anche conte di Vienne, Moriana;
- 1034-1060 : Roberto, figlio del precedente, morto senza discendenza[8];
- 1034-1080 : Geroldo II, fratello del precedente, figlio di Geroldo I[8], considerato il capostipite della casa di Ginevra.

 Casa di Ginevra 
- 1034-1080: Geroldo II
- 1080–1128: Aimone I
- 1128–1178: Amedeo I
- 1178–1195: Guglielmo I
- 1195–1220: Umberto
- 1220–1252: Guglielmo II

Blasone adottato da Amedeo I, verso la metà del XII secolo

Blasone adottato da Amedeo II, a partire dal 1288

- 1252–1265: Rodolfo (circa 1220–1265)
- 1265–1280: Aimone II (m. 1280)
- 1280–1308: Amedeo II (m. 1308)
- 1308–1320: Guglielmo III (1286–1320)
- 1320–1367: Amedeo III (circa 1311–1367)
- 1367–1367: Aimone III (m. 1367)
- 1367–1369: Amedeo IV (m. 1369)
- 1369-1370: Giovanni
- 1369–1392: Pietro (m. 1392)
- 1392–1394: Roberto di Ginevra (1342–1394), eletto nel 1378 come Antipapa Clemente VII ad Avignone

 Casa di Thoire-Villars 

Blasone della Casa di Thoire-Villars

- 1394–1400: Umberto VIII di Thoire-Villars (m. 1400), figlio di Umberto VII di Thoire-Villars, e di Maria di Ginevra, figlia di Amedeo III
- 1400–1401: Oddone di Thoire-Villars

Nel 1401 Oddone vendette la Contea ad Amedeo VIII di Savoia. I suoi eredi contestarono questa vendita con un processo legale che continuò sino al 1422, anno in cui l'imperatore Sigismondo, che l'aveva avocata all'impero nel 1411, l'infeudò ufficialmente ad Amedeo VIII, con una lettera datata 25 aprile.
 Casa di Savoia 
Dal 1424 la Contea di Ginevra venne unita ai domini dei Savoia, quindi spesso garantita come appannaggio a membri di rami cadetti della famiglia, in particolar modo il titolo di Conte di Ginevra venne assegnato ai secondogeniti maschi dei duchi in carica.
- 1424–1434: Amedeo VIII, duca di Savoia
  - 1434–1444: Filippo di Savoia (1417–1444), conte in appannaggio
- 1444–1460: Ludovico (1413–1465), duca di Savoia
  - 1460–1482: Luigi di Savoia, conte di Ginevra (1436 – 1482), conte in appannaggio e Re di Cipro
  - 1482–1491: Giano di Savoia (1440–1491), conte in appannaggio
- 1491–1496: Carlo II (1489–1496), duca di Savoia
- 1496–1497: Filippo II il Senzaterra (1438–1497), duca di Savoia
- 1497–1504: Filiberto II (1480–1504), duca di Savoia
- 1504–1514: Carlo III (1486–1553), duca di Savoia
  - Al ramo dei Savoia-Nemours
  - 1514–1533: Filippo di Savoia-Nemours (1490 † 1533), in appannaggio conte di Ginevra, duca di Nemours
  - 1533–1585: Giacomo di Savoia-Nemours (1531–1585), duca di Ginevra 1564
  - 1585–1595: Carlo Emanuele di Savoia-Nemours (1567–1595)
  - 1595–1632: Enrico I di Savoia-Nemours (1572–1632)
  - 1632–1641: Luigi di Savoia-Nemours (1615–1641)
  - 1641–1652: Carlo Amedeo di Savoia-Nemours (1624–1652)
  - 1652–1659: Enrico II di Savoia-Nemours (1625–1659), arcivescovo di Reims
  - 1659–1724: Maria Giovanna Battista di Savoia-Nemours (1644–1724), figlia di Carlo Amedeo
- Carlo Emanuele II di Savoia (1634–1675), duca di Savoia e principe di Piemonte, che riunisce la Contea ai dominî diretti dei Savoia